# Pseudalbiorix muchmorei
Espèce
Pseudalbiorix muchmorei est une espèce de pseudoscorpions de la famille des Ideoroncidae.

## Distribution
Cette espèce est endémique de la province de Pinar del Río à Cuba. Elle se rencontre dans des grottes dans la Sierra de los Órganos.

## Description
Les mâles mesurent de  à 3,00 mm et les femelles de 2,92 à 3,40 mm.

## Étymologie
Cette espèce est nommée en l'honneur de William B. Muchmore.

## Publication originale
- Harvey, Barba, Muchmore & Pérez, 2007 : Pseudalbiorix, a new genus of Ideoroncidae (Pseudoscorpiones, Neobisioidea) from central America. Journal of Arachnology, vol. 34, no 3, p. 610-626 (texte intégral).